# Чемпіонат світу зі спортивної гімнастики 1903
1-й чемпіонат світу зі спортивної гімнастики пройшов у 1903 році в Антверпені (Бельгія).

## Країни-учасники
- Бельгія
- Франція
- Люксембург
- Нідерланди

## Медальний залік
| Місце | Країна     | Золото | Срібло | Бронза | Загалом |
| ----- | ---------- | ------ | ------ | ------ | ------- |
| 1.    | Франція    | 7      | 4      | -      | 11      |
| 2.    | Люксембург | 1      | -      | 2      | 3       |
| 3.    | Нідерланди | 1      | -      | -      | 1       |
| 4.    | Бельгія    | -      | 4      | 1      | 5       |

## Призери
| Дисципліна         | Золото | Срібло                                                                                               | Бронза |
| ------------------ | --- | --- | --- |
| Командна першість  | Франція Аллегр Жозеф Болль Жорж Шармой Доб Жорж Дежаежер Жуль Лекутр Жозеф Люкс Жозеф Мартінес П'єр Пессе | Бельгія Жан Кальсон Ежен Дуа Шарль Ланні Поль Манжен Огюст ван Акере Альбер ван де Рой Шарль ван Юль | Люксембург Андре Борданг Антуан Борданг Поль Фурнель Франсуа Ентж Альбер Кайзер Теодор Кімм Ніколя Куммер Жан Лакафф Мартен Мюллер |
| Абсолютна першість | Жозеф Мартінес Франція                                                                                    | Жорж В'єрніх Бельгія                                                                                 | Жозеф Люкс Франція |
| Перекладина        | Жозеф Мартінес Франція                                                                                    | Шарль ван Юль Бельгія Жуль Лекутр Франція П'єр Пессе Франція                                         | медаль не вручалася |
| Паралельні бруси   | Жозеф Мартінес Франція Франсуа Етж Люксембург                                                             | медаль не вручалася                                                                                  | Ежен Дюа Бельгія Андре Борданг Люксембург                                                                                          |
| Кінь               | Жорж Дежаежер Франція Жозеф Люкс Франція Хенрікус Тіссен Нідерланди                                       | медаль не вручалася                                                                                  | медаль не вручалася |
| Кільця             | Жозеф Мартінес Франція                                                                                    | Франсуа Вальравен Бельгія Жозеф Люкс Франція                                                         | медаль не вручалася |

## Результати

### Командна першість
| Місце | Збірна | Сума    |
| ----- | --- | ------- |
| 1.    | Франція Аллегр, Жозеф Болль, Жорж Шармой, Доб, Жорж Дежаежер, Жуль Лекутр, Жозеф Люкс, Жозеф Мартінес, П'єр Пессе                          | 990.000 |
| 2.    | Бельгія Жан Кальсон, Ежен Дуа, Шарль Ланні, Поль Манжен, Огюст ван Акере, Альбер ван де Рой, Шарль ван Юль                                 | 981.000 |
| 3.    | Люксембург Андре Борданг, Антуан Борданг, Поль Фурнель, Франсуа Ентж, Альбер Кайзер, Теодор Кімм, Ніколя Куммер, Жан Лакафф, Мартен Мюллер | 909.000 |

### Абсолютна першість
| Місце | Гімнаст              | Сума    |
| ----- | -------------------- | ------- |
| 1.    | Жозеф Мартінес (FRA) | 122.000 |
| 2.    | Жорж В'єрніх (BEL)   | 121.500 |
| 2..   | Жозеф Люкс (FRA)     | 121.500 |

### Перекладина
| Місце | Гімнаст              | Сума   |
| ----- | -------------------- | ------ |
| 1.    | Жозеф Мартінес (FRA) | 20.500 |
| 2.    | Шарль ван Юль (BEL)  | 20.000 |
| 2.    | Жуль Лекутр (FRA)    | 20.000 |
| 2.    | П'єр Пессе (FRA)     | 20.000 |

### Паралельні бруси
| Місце | Гімнаст              | Сума   |
| ----- | -------------------- | ------ |
| 1.    | Жозеф Мартінес (FRA) | 20.000 |
| 1.    | Франсуа Етж (LUX)    | 20.000 |
| 3.    | Ежен Дюа (BEL)       | 19.500 |
| 3.    | Андре Борданг (LUX)  | 19.500 |

### Кінь
| Місце | Гімнаст               | Сума   |
| ----- | --------------------- | ------ |
| 1.    | Жорж Дежаежер (FRA)   | 18.000 |
| 1.    | Жозеф Люкс (FRA)      | 18.000 |
| 1.    | Хенрікус Тіссен (NED) | 18.000 |

### Кільця
| Місце | Гімнаст                 | Сума   |
| ----- | ----------------------- | ------ |
| 1.    | Жозеф Мартінес (FRA)    | 20.000 |
| 2.    | Франсуа Вальравен (BEL) | 19.000 |
| 2.    | Жозеф Люкс (FRA)        | 19.000 |